# ستاری لدینتسی
ستاری لدینتسی (به صربی: Stari Ledinci) یک منطقهٔ مسکونی در صربستان است که در پترو وارادین واقع شده‌است. ستاری لدینتسی ۱۱٫۰۸ کیلومتر مربع مساحت و ۹۳۴ نفر جمعیت دارد.